# العادل بدر الدين سلامش
الملك العادل بدر الدين سُلامش. (ولد في القاهرة سنة 1272 - توفي في القسطنطينية سنة 1291). ابن السلطان ركن الدين بيبرس. لقب بـابن البدوية ونصب سلطانا في عام 1279 وهو في السابعة من عمره، بعد أن خلع أخوه الملك السعيد نفسه، ليصبح سادس سلاطين الدولة المملوكية. حكم لمدة مئة يوم.

## مقدمة
بعد أن أجبر الملك السعيد على خلع نفسه ورحيله إلى الكرك عرض الأمراء السلطنة على الأمير سيف الدين قلاوون الألفي إلا أن قلاوون الذي كان يدرك قوة الأمراء والمماليك الظاهرية  رفض السلطنة قائلاً للأمراء «أنا ما خلعت الملك السعيد طمعاً في السلطنة، والأولى ألا يخرج الأمر عن ذرية الملك الظاهر». فأستُدعى سُلامش الذي كان طفلا في السابعة من عمره  إلى قلعة الجبل  وتم تنصيبه سلطانا بلقب الملك العادل بدر الدين ومعه قاضي القضاة برهان الدين السنجاري وزيراً وعز الدين أيبك الأفرم  نائبا للسلطنة وقلاوون الألفي أتابكاً ومدبراً للدولة وكُتب إلى الشام بما تم فحلف الناس بدمشق كما وقع الحلف بمصر.

## الخلع
أصبح قلاوون هو الحاكم الفعلي للبلاد وأمر بأن يخطب باسمه واسم سُلامش معاً في المساجد وبأن يُضرب اسمه مع اسمه على السكة، كما شرع في القبض على الأمراء الظاهرية وإيداعهم السجون بينما راح يستميل المماليك الصالحية عن طريق منحهم الإقطاعات والوظائف والهبات بهدف سيطرته الكاملة على البلاد تمهيداً لاعتلائه تخت السلطنة. ولما أحس قلاوون أن البلاد قد صارت في قبضته بالكامل استدعى الأمراء والقضاة والأعيان بقلعة الجبل وقال لهم «قد علمتم أن المملكة لا تقوم إلا برجل كامل» فوافقه المجتمعون وتم خلع سُلامش بعد أن ظل سلطاناً اسمياً لمدة مئة يوم ونُصب قلاوون سلطاناً.
اُبعد سُلامش عن مصر إلى الكرك التي كان نائبها أخوه السلطان السابق السعيد بركة والذي كان هو الآخر قد اُبعد إليها من قبل. وبعد وفاة السعيد بركة بقي سُلامش في الكرك مع أخيه الملك المسعود خضر الذي خلف السعيد بركة نائباً عليها. إلا أنه في عام 1286 أرسل قلاوون نائب السلطنة حسام الدين طرنطاي إلى الكرك حيث حاصرها لبضعة أيام ثم استولى عليها ونقل سُلامش وخضر إلى القاهرة بعد أن طلبا الأمان واستسلما له. وقد استقبلهما قلاوون استقبالا حاراً في القاهرة وأمّر كلا منهما إمرة مئة فارس وسمح لهما بحرية التجوال والحركة. ولكن بعد مرور أربع سنوات في القاهرة اعتقلهما مع أمهما في الإسكندرية تمهيدا لنفيهم إلى القسطنطينية بعد أن أخبره ابنه الأشرف بأنهما قد اتصلا بالأمراء الظاهرية. وقد قام الأشرف خليل بعد أن تسلطن بنفيهما مع أمهما إلى القسطنطينية في عام 1291 حيث توفي سُلامش هناك في نفس السنة. فصبّرت أمه جثمانه واحتفظت به في تابوت إلى أن نقلته إلى مصر في عام 1297 حيث دفن بالقرافة بالقاهرة بشفاعة من أخته لدى زوجها السلطان حسام الدين لاجين.
كان سُلامش مثل أخيه الملك السعيد وأبيه الملك الظاهر محبوباً لدى العامة وقد كان نابهاً بهي الطلعة، حتى إن الشعراء تغنوا بحسنه وجعلوا من «الثغرالسُلامشي» كناية عن الحسن. يقول ابن تغرى في وصفه لسُلامش «وكان شاباً مليحاً جميلاً تام الشكل رشيق القد طويل الشعر ذا حياء ووقار وعقل تام. مات وله من العمر قريب من عشرين سنة قيل: إنه كان أحسن أهل زمانه وبه افتتن جماعة من الناس وشبب به الشعراء وصار يضرب به المثل في الحسن حتى يقول القائل: ثغر سلامشي».

## نقود بدر الدين سُلامش

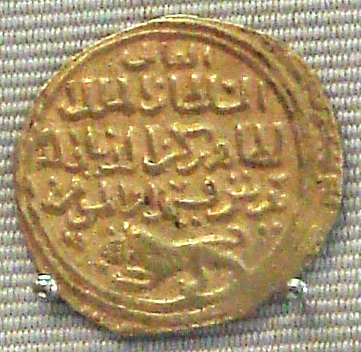
دينار من عهد الظاهر بيبرس وأبناءه

سكت النقود بأسماء وألقاب سُلامش كالتالي: السلطان الملك العادل بدر الدنيا والدين، الصالحي الملك العادل بدر الدنيا والدين سلامش، الملك العادل بدر الدنيا والدين. كما نقشت على نقوده ألقاب أبيه بيبرس: الملك الظاهر قسيم أمير المؤمنين ويُقصد بأمير المؤمنين الخليفة العباسي الذي كان يقيم بالقاهرة.

## فهرس وملحوظات
1. ↑  اسمه الصحيح سُلامش بضم السين وكسر الميم وليس بفتح السين كما يكتبه بعض المؤرخين الغربيين وبعض الكتاب العرب الذين نقلوا عنهم بدون التحري من المصادر العربية الأصلية ويكتب بالتركية Sülemiş (راجع المقريزى، السلوك، 2/120، وابن أيبك الدواداري، 8/219).
2. ↑  بن شداد، 233
3. ↑  ابن إياس, 94
4. ↑  بعض المؤرخين يعتبرون شجر الدر أولى سلاطين المماليك. في تلك الحالة يكون العادل بدر الدين سُلامش سابع سلاطين المماليك وليس سادسهم (قاسم، 22).
5. ↑  الشيال, 2/162
6. ↑  الأمراء والمماليك الظاهرية: أمراء ومماليك السلطان الظاهر ركن الدين بيبرس.
7. 1 2  المقريزى، السلوك، 2/120
8. ↑  الشيال، 2/162
9. ↑  قلعة الجبل : مقر سلاطين المماليك بالقاهرة وكانت فوق جبل المقطم حيث يوجد الآن مسجد محمد على وأطلال قلعة صلاح الدين.
10. ↑  عز الدين أيبك الأفرم ليس عز الدين أيبك التركمانى الذى كان سلطاناً.
11. ↑  أتابك : القائد العام للجيش.
12. 1 2  الشيال، 2/163
13. ↑  المماليك الصالحية: مماليك السلطان الأيوبى الصالح أيوب.
14. ↑  المقريزى، السلوك، 2/121
15. ↑  ابن تغرى، 7/286
16. ↑  الشيال، 2/163-162
17. ↑  المقريزى، السلوك، 2/126
18. ↑  كان سلامش وخضر على إتصال بالأمير سنقر الأشقر غريم قلاوون الذى حاول الانفصال بالشام ونصب نفسه سلطاناً زاعماً لأمراء الشام أن السلطان قد مات.
19. ↑  المقريزى، السلوك، 2/193
20. ↑  القسطنطينية: إستنبول حاليا.وقد كانت في تلك الحقبة عاصمة أمبراطورية نيقيا البيزنطية (بلاد الأشكرى في المصادر المملوكية) وكانت هناك علاقات طيبة بين أباطرة تلك الدولة اللاسكاريين ومصر خاصة منذ عصر السلطان بيبرس البندقدارى.
21. ↑  المقريزى، السلوك، 2 /230 و212
22. ↑  بن شداد، هامش، 233
23. ↑  المقريزى، السلوك، 2/230
24. ↑  ابن تغرى، سلطنة الملك العادل سلامش
25. ↑  شفيق مهدى، 92 و267
26. ↑  بعد سقوط بغداد في براثن المغول وقتل الخليفة العباسى في عام 1258، قام السلطان الظاهر بيبرس باحياء خلافة عباسية إسمية في القاهرة.